# Choroby odkleszczowe
Choroby odkleszczowe – choroby przenoszone przez kleszcze. W Polsce najczęstszymi chorobami odkleszczowymi są borelioza i kleszczowe zapalenie mózgu. Zachorowania na inne choroby, takie jak tularemia, anaplazmoza i babeszjoza, są sporadyczne.
Do chorób odkleszczowych należą:
- Borelioza
  - Bakterie: Borrelia burgdorferi, Borrelia garinii, Borrelia afzelii, Borrelia japonica
  - Wektor: Ixodes ricinus (Europa), Ixodes persulcatus (Azja), Ixodes scapularis (wschodnia Ameryka Północna), Ixodes pacificus (zachodnia Ameryka Północna)
  - Obszar: Europa, Azja i Ameryka Północna
  - Epidemiologia: w Polsce w 2017 roku roczna liczba zachorowań wyniosła 21 516, zapadalność 56 na 100 000 (największa zapadalność wystąpiła w województwie podlaskim 130,1 na 100 000 oraz małopolskim 98,1 na 100 000[3].

- Kleszczowe zapalenie mózgu
  - Wirus: TBEV (flawiwirus)
  - Wektor: Ixodes ricinus (Europa), Ixodes persulcatus (Azja)
  - Obszar: Europa i północna Azja
  - Epidemiologia: w Polsce w 2017 roku roczna liczba zachorowań wyniosła 282, zapadalność 0,73 na 100 000 (największa zapadalność wystąpiła w województwie podlaskim 13,50 na 100 000)[3].

- Tularemia
  - Bakterie: Francisella tularensis, A. americanum
  - Wektor: Dermacentor andersoni, D. variabilis
  - Obszar: Europa, USA
  - Epidemiologia: w Polsce w 2017 roku roczna liczba zachorowań wyniosła 30, zapadalność 0,078 na 100 000[3].

- Erlichiozy, w tym anaplazmoza
  - Bakterie riketsje: Ehrlichia, Anaplasma i Neorickettsia
  - Wektor: Amblyomma i Ixodes
  - Obszar: półkula północna
  - Epidemiologia: w Polsce w 2017 roku roczna liczba zachorowań wyniosła 4, zapadalność 0,010 na 100 000[3].

- Babeszjoza
  - Pierwotniaki: Babesia microti, B. equi
  - Wektor: I. scapularis, I. pacificus
  - Obszar: Europa, Afryka, Ameryka Północna
  - Epidemiologia: w Polsce do 2015 roku opisano jeden przypadek zawleczonej z Brazylii objawowej babeszjozy B. microti oraz kilka przypadków bezobjawowych[4].

- Dur powrotny
  - Organizm: Borrelia sp.
  - Wektor: Ornithodoros species
  - Obszar: USA - zachód

- Kleszczowa gorączka Kolorado
  - Organizm: Coltivirus
  - Wektor: Dermacentor andersoni
  - Obszar: USA - zachód

- Cytaukszoonoza
  - Organizm: Cytauxzoon felis
  - Wektor: Dermacentor variabilis
  - Obszar: USA - południe, południowy wschód

- Gorączka plamista Gór Skalistych
  - Organizm: Rickettsia rickettsii
  - Wektor: Dermacentor variabilis, D. andersoni
  - Obszar: USA - wschód, południowy zachód
    - Organizm: Rickettsia rickettsii
    - Wektor: Amblyomma cajennense
    - Obszar: Brazylia - São Paulo, Rio de Janeiro, Minas Gerais

- Porażenie kleszczowe
  - Przyczyna: toksyna
  - Wektor: Dermacentor andersoni, D. variabilis West
  - Obszar: USA - wschód